# Vicente Engonga
Vicente Engonga Maté (Barcellona, 20 ottobre 1965) è un allenatore di calcio ed ex calciatore spagnolo.

## Carriera

### Giocatore

#### Club
Centrocampista spagnolo, originario della Guinea Equatoriale, cresce calcisticamente nel Gimnástica Torrelavega, con cui debutta in prima squadra.
Nel 1991 passa al Real Valladolid con cui debutta in Primera División spagnola. Successivamente milita nel Celta Vigo, Valencia, Maiorca, Real Oviedo e Coventry City, sommando 327 presenze nella massima categoria spagnola.

#### Nazionale
Debutta con la Nazionale spagnola di calcio il 23 settembre 1998, durante Spagna-Russia 1-0.
In tutto colleziona 14 presenze con le Furie Rosse, partecipando anche al Campionato europeo di calcio 2000, in cui disputa una delle 4 partite della squadra eliminata al primo turno.

### Allenatore
Nella stagione 2008-2009 ricopre il ruolo di allenatore della Nazionale di calcio della Guinea Equatoriale, sua terra di origine. Per poi passare al Maiorca B nel 2011. Lì resta meno di un anno

## Statistiche

### Cronologia presenze e reti in Nazionale
| Cronologia completa delle presenze e delle reti in nazionale ― Spagna | Cronologia completa delle presenze e delle reti in nazionale ― Spagna | Cronologia completa delle presenze e delle reti in nazionale ― Spagna | Cronologia completa delle presenze e delle reti in nazionale ― Spagna | Cronologia completa delle presenze e delle reti in nazionale ― Spagna | Cronologia completa delle presenze e delle reti in nazionale ― Spagna | Cronologia completa delle presenze e delle reti in nazionale ― Spagna | Cronologia completa delle presenze e delle reti in nazionale ― Spagna |
| Data                                                                  | Città                                                                 | In casa                                                               | Risultato                                                             | Ospiti                                                                | Competizione                                                          | Reti                                                                  | Note                                                                  |
| --------------------------------------------------------------------- | --------------------------------------------------------------------- | --------------------------------------------------------------------- | --------------------------------------------------------------------- | --------------------------------------------------------------------- | --------------------------------------------------------------------- | --------------------------------------------------------------------- | --------------------------------------------------------------------- |
| 23-9-1998                                                             | Granada                                                               | Spagna                                                                | 1 – 0                                                                 | Russia                                                                | Amichevole                                                            | -                                                                     |                                                                       |
| 14-10-1998                                                            | Ramat Gan                                                             | Israele                                                               | 1 – 2                                                                 | Spagna                                                                | Qual. Euro 2000                                                       | -                                                                     | 5’                                                                    |
| 18-11-1998                                                            | Salerno                                                               | Italia                                                                | 2 – 2                                                                 | Spagna                                                                | Amichevole                                                            | -                                                                     | 46’                                                                   |
| 31-3-1999                                                             | Serravalle                                                            | San Marino                                                            | 0 – 6                                                                 | Spagna                                                                | Qual. Euro 2000                                                       | -                                                                     | 69’                                                                   |
| 5-5-1999                                                              | Siviglia                                                              | Spagna                                                                | 3 – 1                                                                 | Croazia                                                               | Amichevole                                                            | 1                                                                     | 46’                                                                   |
| 18-8-1999                                                             | Varsavia                                                              | Polonia                                                               | 1 – 2                                                                 | Spagna                                                                | Amichevole                                                            | -                                                                     | Ammonizione                                                           |
| 4-9-1999                                                              | Vienna                                                                | Austria                                                               | 1 – 3                                                                 | Spagna                                                                | Qual. Euro 2000                                                       | -                                                                     | 72’ 86’                                                               |
| 13-11-1999                                                            | Vigo                                                                  | Spagna                                                                | 0 – 0                                                                 | Brasile                                                               | Amichevole                                                            | -                                                                     | 67’                                                                   |
| 26-1-2000                                                             | Cartagena                                                             | Spagna                                                                | 3 – 0                                                                 | Polonia                                                               | Amichevole                                                            | -                                                                     | 65’                                                                   |
| 23-2-2000                                                             | Spalato                                                               | Croazia                                                               | 0 – 0                                                                 | Spagna                                                                | Amichevole                                                            | -                                                                     |                                                                       |
| 29-3-2000                                                             | Barcellona                                                            | Spagna                                                                | 2 – 0                                                                 | Italia                                                                | Amichevole                                                            | -                                                                     | 81’                                                                   |
| 3-6-2000                                                              | Göteborg                                                              | Svezia                                                                | 1 – 1                                                                 | Spagna                                                                | Amichevole                                                            | -                                                                     | 63’                                                                   |
| 7-6-2000                                                              | Lussemburgo                                                           | Lussemburgo                                                           | 0 – 1                                                                 | Spagna                                                                | Amichevole                                                            | -                                                                     |                                                                       |
| 18-6-2000                                                             | Amsterdam                                                             | Slovenia                                                              | 1 – 2                                                                 | Spagna                                                                | Euro 2000 - 1º turno                                                  | -                                                                     | 89’                                                                   |
| Totale                                                                |                                                                       | Presenze                                                              | 14                                                                    |                                                                       | Reti                                                                  | 1                                                                     |                                                                       |

## Palmarès

### Club
- Supercoppa di Spagna: 1

Maiorca: 1998